# 庞勋之变
龐勳之變，又稱龐勳之亂，是唐懿宗咸通年間的一場反唐起事，後被唐沙陀將領朱邪赤心（李國昌）所平定。

## 過程
唐懿宗咸通初年，在徐、泗二州的淮水流域（今江蘇徐州、安徽泗縣地區）招募了一批担任守卫的士兵，開赴邕州，八百人前往桂州（广西桂林）讨伐南诏，約定三年期滿後即調回。三年之後，戌卒日夜求歸，徐泗觀察使崔彥曾卻一再食言。咸通九年（868年）七月这批戌卒已駐守桂林六年，忿於還鄉無望，於是在桂州譁變，劫夺粮库，擁立糧料判官龐勳為都將，擅自捲旗北歸。
龐勳一方面抗表请罪，另一方面仍命群凶邀求节钺。朝廷派遣中使张敬思前來安抚，表示赦免戍兵之罪，並答應送歸徐州。
龐勳率戍兵行至潭州（今湖南长沙），张敬思令其解除武装，又有山南东道节度使崔铉以严兵把守，引起龐勳等人戒備。戍卒不敢入境，泛舟東下。龐勳命令别将梁伾留守宿州，以姚周为柳子寨主，又遣刘行及、丁景琮、吴玫迥攻围泗州。十月，诏征河南、河东、山南诸道之师。韋保衡彈劾楊收引用嚴譔為江西節度使，收受賂款百萬。贬浙西观察使楊收为端州司马同正，鎮南軍節度使嚴譔流放岭南。咸通十年二月賜死楊收，四月賜死嚴譔。
龐勳揮軍北上，从桂林到湖南、湖北、安徽到江淮，一直流窜回徐州，抵達符離（今安徽宿县北符離），與宿州大將喬翔五百餘人战於虹县灵壁东的濉水，乔翔战败。龐勳決定進擊宿州。當時宿州無刺史，由宿州知州判官焦璐代理，城中已無餘兵，決定開挖汴水以阻止龐勳軍北進。由於水流尚淺，庞勋军遂涉水而进。焦璐逃奔至徐州。乙未，庞勋再陷徐州，俘虏节度使崔彦曾、判官焦潞、李税、温延皓、崔蕴、韦廷乂等人，僅赦免监军张道谨。遂出清府庫官帑，召募丁勇，不到十日已聚徒五萬餘人。廣大農民紛起響應，一時聲勢大震，江淮大亂。唐懿宗急遣沙陀骑兵驰援。
龐勳軍攻泗州势急，淮南节度使令狐綯虑失泗口，为龐勳軍奔冲，乃令大将李湘赴援，龐勳軍故意示弱乞降，十二月初五，龐勳乘其不備，發軍襲擊，李湘全軍覆沒。李湘与都监郭厚本皆被俘送徐州，龐勳斩下郭、李二人的手足，被送往康承训处示威。咸通十年二月己丑，龐勳軍急攻泗州，遣牙将李员入城见刺史杜慆曰：“留后知中丞名族，不敢令军士失礼，但开城门，令百姓存活，无相疑也。”杜慆不聽，反而執殺李員。此時龐勳軍內部亦開始分化，孟敬文有異心，龐勳殺之於徐州，又杀崔彦曾等。
咸通十年（869年）九月，龐勛率二萬襲破宋州南城，渡汴水，南攻亳州。沙陀人朱邪赤心（李國昌）率數千騎作前鋒，追擊龐勳軍於亳州。龐勳軍降者甚眾，迅速潰敗，崔彦曾故吏路审中开门放官军入徐州。龐勳最终在宿州戰死，生脫者才千人。之後唐官軍大力追捕桂州戍卒的亲族余党，株連數千人。

## 影響
唐玄宗時期，南诏逐漸脫離唐朝的統治。安史之亂爆發的前一年朝廷發兵討伐南詔，喪師二十萬餘眾，國力大減，安祿山趁機起兵叛唐。安史之亂爆發乃至於平定之後，北方藩鎮長期處於獨立或半獨立狀態，朝廷財務收入長期倚重江淮一帶，透過漕運以支援中央，但龐勳之亂破壞了江淮漕運，直接影響中央財政。乾符初王仙芝、黃巢等在河南、山東等地起兵，轉戰各地，廣明元年（880年），黃巢南下江淮，大量龐勳餘黨立即加入黃巢的軍隊，使黃巢兵力大增。廣明元年（880年）十二月，黃巢軍攻陷長安，僖宗被迫逃亡四川。待黃巢降將朱全忠盡殺宦官並逼迫唐昭宗遷都洛陽，這時唐朝已名存實亡。因此歐陽修認為唐代衰亡是間接由南詔喪師引起，《新唐书》總結教訓：“懿宗任相不明，籓鎮屢釁，南詔內侮，屯戍思亂……唐亡於黄巢，而禍基于桂林！”

## 註腳
1. ↑  《新唐书·崔彦曾传》云：“彦曾，咸通初，太仆卿为徐州观察使。晓律令，然卞争，为政刚猛。徐军素骄，而彦曾长于抚民，短治军，士多怨之。初，蛮寇五管，诏节度使孟球募兵三千往屯，以八百人戍桂林。旧制：三年一更，至期请代。”
2. ↑  《唐大詔令集》卷一百二十七〈賜楊收自盡敕〉：“驩州流人楊收，謬承獎擢，任以台衡。誌每構其貪叨，跡頗章於黷貨，欺天罔上，罪不可赦。俾其全生，是為妄貸，宜令內養郭全穆所在賜自盡。”同卷〈賜嚴撰自盡敕〉：“前鎮南軍節度使檢校工部尚書嚴撰，器本瑣微，誌惟凶險，廣用賄貨，交結奸邪，致楊收不顧刑章，恣為威福。以桂林江西之重，舉爾為名，納陳珍奇寶之私，竊我良守，所令按複，不欲追窮。……中外臣庶，當體予懷，宜令所在賜自盡。”
3. ↑  《資治通鑑》卷二五一：“時賊已至苻離，宿州戍卒五百人出戰于濉水上，望風奔潰，賊遂抵宿州。時宿州闕刺史，觀察副使焦璐攝州事，城中無復餘兵。庚午，賊攻陷之，璐走免。賊悉聚城中貨財，令百姓來取之，一日之中，四遠雲集，然後選募為兵，有不願者立斬之，自旦至暮，得數千人。於是勒兵乘城，龐勛自稱兵馬留後。再宿，官軍始至，賊守備已嚴，不可復攻。先是，焦璐聞苻離敗，決汴水以斷北路，賊至，水尚淺可涉，比官軍至，已深矣。”
4. ↑  《資治通鑑》卷二五一载：“四月，壬辰，勋杀彦曾及监军张道谨、宣慰使仇大夫，僚佐焦璐、温庭皓等，并其亲属、宾客、仆妾皆死。”
5. ↑  《舊唐書》卷二十一：“乙未，庞勋陷徐州，杀节度使崔彦曾、判官焦潞、李税温延皓、崔蕴、韦廷乂，惟免监军张道谨。”
6. ↑  《旧唐书·杨国忠传》：“南蛮质子罗凤亡归不获，帝怒甚，欲讨之。（唐）精兵八万讨南蛮，与罗凤战于泸南，全军覆没。……凡举二十万众，弃之死地，只轮不还，人衔冤毒，无敢言者。”《旧唐书·南诏传》：“（天宝）十二年，剑南节度使杨国忠执国政，仍奏征天下兵…… ，复败于大和城北，死者十八、九。会安禄山反，……，西复降寻传蛮。”
7. ↑  陈寅恪《唐代政治史述论稿》下篇云：“夫黄巢既破坏东南诸道财富之区，……，藉东南经济力量及科举文化以维持之李唐皇室，遂不得不倾覆矣。史家推迹庞勋之作乱，由于南诏之侵边，而勋之根据所在适为汴路之咽喉，故宋子京曰：‘唐亡于黄巢，而祸基于桂林。’”